# Anna Margarita Albelo
Anna Margarita Albelo (Los Angeles, 26 de junio de 1969) es una cineasta cubano-estadounidense, radicada en Los Ángeles, EE. UU. y París, Francia. Su obra es conocida por contener temas relacionados con las conceptualizaciones posmodernas de la identidad, a saber, la feminidad y la sexualidad. Fue nominada a los premios John Cassavetes Spirit Awards en 2020 por producir "Wild Nights with Emily" de Madeleine Olnek, protagonizada por Molly Shannon.

## Biografía
Nacida en Los Ángeles, California, en 1969, pero criada en Miami, Florida, Anna Margarita Albelo es hija de exiliados cubanos que se establecieron en Estados Unidos a mediados de la década de 1950. Asistió a la escuela secundaria Coral Gables de 1987 y fue capitana del equipo de voleibol y softbol en su último año. Albelo fue a la Universidad Estatal de Florida y se licenció en 1993 en Artes en Producción de Medios. En 1991, obtuvo la primera beca presidencial Bernard Sliger de la FSU para asistir a la escuela de cine en Londres y una beca de verano para el Instituto Católico de París.
Albelo se mudó a París, Francia, en 1993, donde trabajó como cineasta independiente, periodista y destacada promotora de la vida nocturna bajo el seudónimo de "Anna La Chocha". Entre sus colaboradores habituales se incluyen Canal+, Radio Nova y Radio FG. En 2008, Albelo dirigió el cortometraje El Pavo/ La Dinde , protagonizado por la famosa cantante francesa Sheila. La película se proyectó en la Semana de la Crítica del Festival de Cine de Cannes y en el Festival Internacional de Cortometrajes de Clermont-Ferrand, y también se transmitió como parte de la serie "Ecrire pour un chanteur" en Canal+.
Albelo dirigió en 2013 la película lésbica ¿Quién le teme a Vagina Wolf?, coprotagonizada por ella misma, Guinevere Turner y Janina Gavankar. La película fue recibida con elogios tanto en la comunidades LGBT como en las comunidades cinematográficas y ganó múltiples premios. Marcie Branco escribió en Curve que «[la película] es una visión contemplativa y a la vez cómica de una pregunta que, según los medios, preocupa a las mujeres hoy en día: ¿Podemos tenerlo todo?». El London Evening Standard calificó la trama de la película y la naturaleza seductora del personaje interpretado por Albelo como «encantadoramente extraña».
Además de dirigir, Albelo fundó su propia productora, Burning Bra Productions y produjo la película biográfica de Madeleine Olnek sobre Emily Dickinson, Wild Nights with Emily. Otra de sus producciones, Rosa, escrita y dirigida por la cineasta independiente palestino-estadounidense Suha Araj, y protagonizada por Jackie Cruz (Orange Is The New Black), es un cortometraje de acción que entró en la clasificación para los premios Oscar de 2021 y fue ganador de la propuesta de 2018 del Programa de Cineastas de Mujeres Through Her Lens Tribeca/Channel. Fue coproducida por Marakesh Film de Maryam Keshavarz y Burning Bra Productions de Albelo.
Albelo, que ha tenido una larga trayectoria como activista LGBTQ, creó el Club de Cultura Lésbica, que se lanzó el Día Nacional para Salir del Armario, el 11 de octubre de 2016, en Los Ángeles. El evento se organizó en apoyo del Programa de Salud Audre Lorde del Centro LGBT de Los Ángeles y otros programas y servicios del Centro para mujeres y niñas. En 2019, Albelo cofundó junto con José Atencio y Scott Bernardez la organización 501c, Wynwood Pride en Miami, Florida. Al principio, la creación del nuevo festival del orgullo causó controversia local entre las organizaciones LGBTQ existentes. El Miami New Times señalaba: “El arte y el activismo ocuparon un lugar destacado en el Wynwood Pride, que contó con una muestra de artistas LGBTQ locales y un espacio llamado “Community Fun Village”, donde las organizaciones locales sin fines de lucro pudieron mostrar su trabajo”. La 501c publicó los resultados del evento inaugural de 2019 con una asistencia estimada de unas 50 000 personas y un cartel compuesto por más de 135 artistas, de los cuales aproximadamente el 83% eran locales, el 78% eran personas de color, el 77% se identificaban como LGBTQ+ y el 57% se identificaban como mujeres. Los fondos recaudados se distribuyeron en parte entre las organizaciones sin fines de lucro de 2019: Pridelines, Astraea Lesbian Foundation for Justice y Survivors' Pathways.
Debido a la pandemia de Covid 19, el Wynwood Pride 2020 se convirtió en un evento digital que atrajo a unos 35,086 espectadores en vivo y contó con más de 138 artistas, de los cuales el 72% eran personas de color, el 54% se identificaban como mujeres, el 38% se identificaban como hombres y el 8% se identificaban como personas no binarias. La filantropía virtual/on-line, en asociación con Plus1.org, se orientó específicamente como respuesta al movimiento Black Lives Matter en curso en apoyo directo a: The Bail Project, Contigo Fund, Equal Justice Initiative e Impact Justice.

## Filmografía

### Películas
| Año  | Título                           | Papel de actuación | Notas                                                       |
| ---- | -------------------------------- | ------------------ | ----------------------------------------------------------- |
| 1996 | Coco                             |                    | Directora; escritora                                        |
| 2008 | El pavo/ La Dinde                |                    | Directora; selección: Festival de Cine de Cannes            |
| 2010 | ¡TETAS!                          | El Investigador    | Directora; escritora; productora                            |
| 2010 | Los búhos                        |                    | Directora: productora:EPK                                   |
| 2014 | ¿Quién le teme a Vagina Wolf?    | Ana/George         | Directora; historia de; productora                          |
| 2015 | La vagina es el color más cálido | Vee                | Directora; escritora; productora; cortometraje              |
| 2018 | Noches salvajes con Emily        |                    | Productora, nominado al premio Spirit 2020                  |
| 2020 | La lista de nunca                |                    | Productora                                                  |
| 2020 | Rosa                             |                    | Productora; cortometraje de acción calificado para el Oscar |

## Premios y reconocimientos
Albelo fue semi-finalista en el AFI Women’s Directing Workshop de 2006, y recibió una mención de honor en la categoría de narrativa en el IFP New York’s Project Involve de 2005.
Su documental Queer Realities and Cultural Amnesia ganó el premio de la audiencia a la mejor banda sonora original en el OUTFEST de Los Angeles de 2005.
En 2014 ganó el premio lesbianismo y género del festival de cine gay-lesbo-trans de Bilbao por su película ¿Quien teme a Vagina Wolf?
En 2023 fue reconocida como una de las 100 Women We Love, Queer Women We Love.